# Alfons Van Roy
Alfons Van Roy (Asper, 11 juni 1882 - Den Haag, 25 oktober 1927), van wie de officiële naam luidde Cornelius M. A. R. van Roy, was een Belgisch advocaat, een  Vlaams activist en lid van de Raad van Vlaanderen. 

## Levensloop

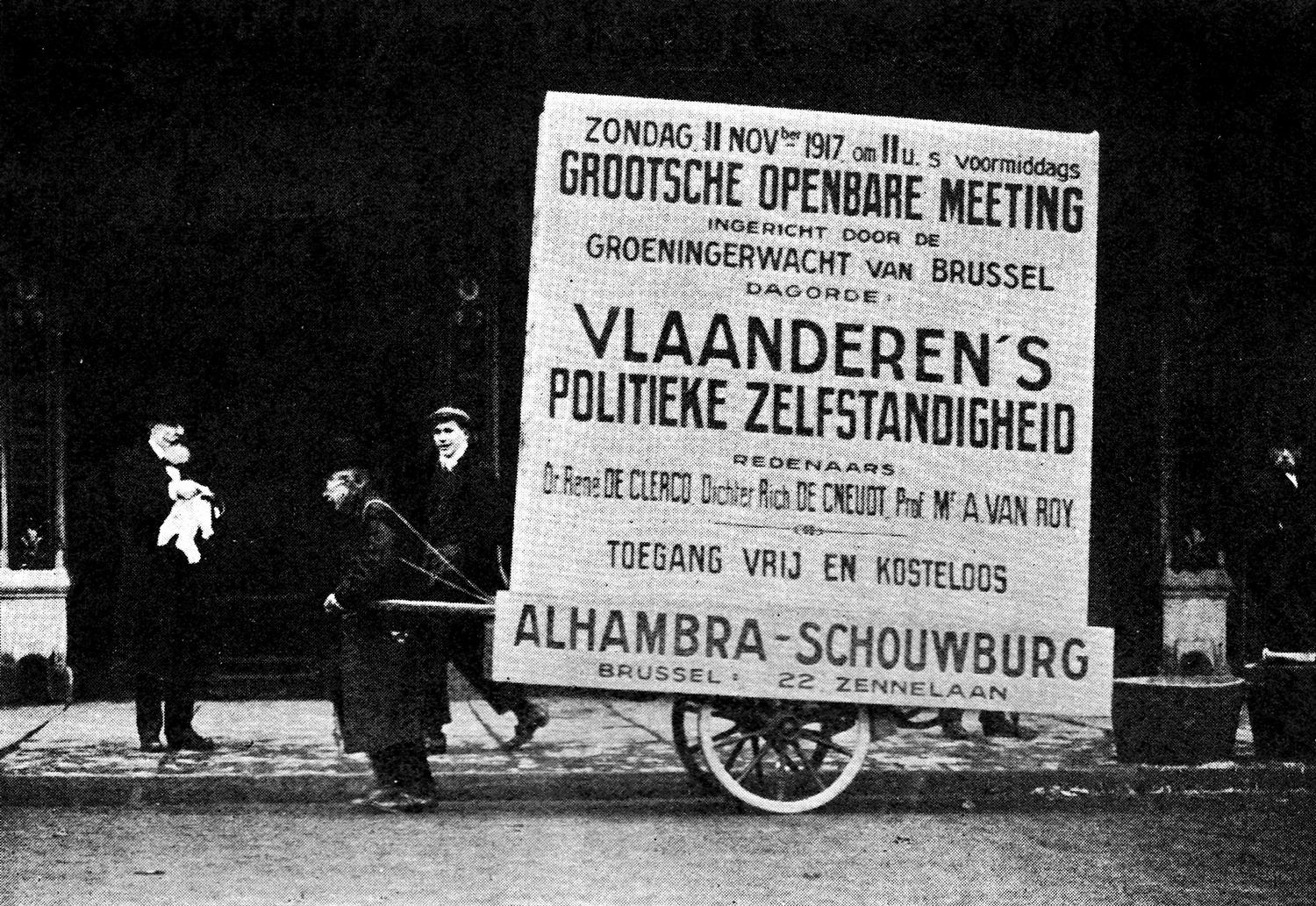
Aankondiging activistenmeeting door de Groeningerwacht in het Alhambratheater (1917)

Van Roy behoorde tot het gezin van een Vlaamsgezinde en vrijzinnige notaris in Nevele. Hij had twee broers, Jules Van Roy en Robert Van Roy, die, zoals hij, een rol speelden in de Vlaamse Beweging.
Na middelbare studies in Leuven en Oostende, promoveerde hij tot doctor in de rechten aan de Rijksuniversiteit Gent. Hij vestigde zich als advocaat in Gent. Als student was hij lid van 't Zal wel gaan en van Ter Waarheid.
Hij ondernam met Hector Plancquaert en anderen de stichting van een radicale Vlaamsgezinde partij, het Vlaamsch Blok. De poging mislukte, nadat de partij in 1911 (gemeenteraadsverkiezingen) en 1912 (wetgevende verkiezingen) weinig stemmen behaalde.
In 1913 vond een manifestatie plaats waarbij Van Roy een groep van 200 man leidde die De Vlaamse Leeuw zong tijdens een concert, omdat de Wereldtentoonstelling in Gent aanleiding was geweest tot een verheerlijking van de Franse cultuur. In 1914 behoorde hij tot de ondersteuners van het Vijfde Groot-Nederlands Studentencongres. Hij maakte ook deel uit van Het Vlaamsche Veem, de uitgever van het maandblad De Bestuurlijke Scheiding.
Van Roy koos voor het activisme in de Eerste Wereldoorlog en sloot zich aan bij Jong-Vlaanderen, zij het bij de relatief gematigde vleugel. In 1916 benoemde de bezetter hem tot hoogleraar aan de vernederlandste Gentse universiteit. In mei 1917 werd hij lid van de Raad van Vlaanderen.
Binnen Jong-Vlaanderen werd een verbeten strijd gevoerd, waarbij de radicale groep, onder leiding van Jan Baptist Wannyn de hand legde op de vereniging en op de subsidies die ze ontving. Van Roy behoorde tot de opposanten.
Om de Nationalistische Bond van Wannyn te bekampen, stichtte Van Roy, samen met Antoon Picard en Albert van den Brande, in mei 1918 een Vlaamsch-Nationale Partij. Hij was ook betrokken bij de leiding van Volksopbeuring in Gent. Toen de activisten het Gentse schepencollege in handen namen, werd Van Roy raadsman van de stad.
In november 1918 vluchtte hij met zijn gezin naar Nederland, terwijl hij in België bij verstek ter dood werd veroordeeld. Hij legde er het Nederlandse rechtenexamen af en associeerde zich vervolgens met meester Paul Etienne Briët, advocaat in Leiden en lid van de Eerste Kamer voor de Anti-Revolutionaire Partij.
Hij vestigde zich vervolgens in Den Haag, waar hij omkwam bij een ongeval.